# Gitea
Gitea is een softwareontwikkelingsplatform voor versiebeheer met Git, zoals GitLab en GitHub. Dit platform is zelf te hosten, en is opensource.